# Frits Lamp
Frederik Joseph (Frits) Lamp (Haarlem, 6 september 1905 – Pekanbaru – Nederlands Oost-Indië, 27 mei 1945) was een Nederlandse sprinter, die eenmaal deelnam aan de Olympische Spelen.

## Biografie

### Olympische Spelen van 1924
Op achttienjarige leeftijd maakte Lamp, die lid was van AV Haarlem en actief sinds 1921, deel uit van de Nederlandse ploeg voor de Olympische Spelen van 1924 in Parijs. Hij kwam uit op de 100 m, maar werd als derde in zijn serie uitgeschakeld.
Van Lamp zijn nog filmbeelden als sporter te zien tijdens zijn verblijf in het Parijs van de Spelen. Polygoon maakte een opdrachtfilm op 18 juli 1924 van de Nederlandse ploeg die bestond uit negentien atleten. Lamp is te zien in zijn hotelkamer in pyjama waar hij het raam opent en zich eens lekker strekt.

### Winnaar zonder titel
Lamp valt de 'eer' te beurt winnaar te zijn geworden op een Nederlands kampioenschap zonder ooit een titel te veroveren. In 1925 eindigde hij in de finale van de 100 m op de NK als eerste, tezamen met Harry Broos en Rinus van den Berge. In plaats van dit drietal als overwinnaars ex aequo te accepteren, besloot de jury dat de race moest worden overgelopen. Hierbij werd Lamp derde.

### Estafetterecord
Eenmaal was Lamp betrokken bij een recordverbetering. Als lid van een 4 x 100 m estafetteploeg, met Hannes de Boer, Harry Broos en Rinus van den Berge, kwam hij in 1926 tot een tijd van 41,7, een verbetering van het toenmalige record met 0,3 seconde. Dit record bleef overeind tot 1934, toen een ander nationaal team, met daarin onder andere Chris Berger en Tinus Osendarp, tijdens de Europese kampioenschappen in Turijn een tijd liep van 41,6.

### Oorlogsslachtoffer
De atletiekloopbaan van Lamp was van korte duur. In 1927 vertrok hij naar Medan (Nederlands Oost-Indië), waar hij assistent werd bij de Deli Maatschappij. Daar kwam hij in 1945 aan het eind van de Tweede Wereldoorlog om het leven, toen hij als landstormsoldaat bij het Koninklijk Nederlandsch-Indisch Leger meewerkte aan de bouw van de Pakan Baru-spoorweg op Sumatra.

## Persoonlijk record
| Onderdeel | Prestatie | Datum            | Plaats |
| --------- | --------- | ---------------- | ------ |
| 100 m     | 10,8 s    | 15 augustus 1926 | Arnhem |